# Sindaci di Cesena
Di seguito l'elenco cronologico dei sindaci di Cesena e delle altre figure apicali equivalenti che si sono succedute nel corso della storia.

## Regno di Sardegna (1860)
| Periodo | Periodo | Primo cittadino | Partito | Carica  | Note |
| ------- | ------- | --------------- | ------- | ------- | ---- |
| 1860    | 1860    | Giacomo Guidi   |         | Sindaco |      |

## Regno d'Italia (1860-1946)
| Periodo         | Periodo        | Primo cittadino         | Partito                       | Carica                     | Note |
| --------------- | -------------- | ----------------------- | ----------------------------- | -------------------------- | ---- |
| 1860            | 1864           | Camillo Romagnoli       |                               | Sindaco                    |      |
| 1864            | 1866           | Pietro Pasolini Zanelli |                               | Sindaco                    |      |
| 1866            | 1866           | Ferdinando Perrino      |                               | Commissario straordinario  |      |
| 1866            | 1869           | G.B. Nori               |                               | Sindaco                    |      |
| 1869            | 1873           | Pietro Mami             |                               | Sindaco                    |      |
| 1873            | 1874           | Socrate Paggi           |                               | Sindaco                    |      |
| 1874            | 1874           | Giuseppe Casati         |                               | Commissario straordinario  |      |
| 1874            | 1875           | Pietro Pasolini Zanelli |                               | Sindaco                    |      |
| 1875            | 1877           | Achille Ceccaroni       |                               | Sindaco                    |      |
| 1877            | 1879           | Paolo Ghiselli          |                               | Sindaco                    |      |
| 1879            | 1881           | Saladino Saladini       |                               | Sindaco                    |      |
| 1881            | 1881           | Paolo Ghiselli          |                               | Sindaco                    |      |
| 1881            | 1882           | Pietro Turchi           |                               | Sindaco                    |      |
| 1882            | 1887           | Filippo Ghini           |                               | Sindaco                    |      |
| 1887            | 1887           | Alfredo Prati           |                               | Sindaco                    |      |
| 1887            | 1888           | Ernesto Mischi          |                               | Sindaco                    |      |
| 1888            | 1889           | Saladino Saladini       |                               | Sindaco                    |      |
| 1889            | 1891           | Giovanni Valzania       |                               | Sindaco                    |      |
| 1891            | 1892           | Pietro Gandin           |                               | Commissario straordinario  |      |
| 1892            | 1892           | Gaspare Finali          |                               | Sindaco                    |      |
| 1892            | 1895           | Alfredo Prati           |                               | Sindaco                    |      |
| 1895            | 1898           | Francesco Evangelisti   |                               | Sindaco                    |      |
| 1898            | 1899           | Filippo Muscianisi      |                               | Commissario straordinario  |      |
| 1889            | 1902           | Saladino Saladini       |                               | Sindaco                    |      |
| 1902            | 1920           | Vincenzo Angelii        | Partito Repubblicano Italiano | Sindaco                    |      |
| 1920            | 1920           | Mariano Franchetti      |                               | Commissario straordinario  |      |
| 1920            | 1922           | Alfonso Chinigò         |                               | Commissario straordinario  |      |
| 1922            | 1922           | Enrico Franchini        |                               | Sindaco                    |      |
| 1922            | 1923           | Carlo Rasi              |                               | Amministratore provvisorio |      |
| 1923            | 1923           | Marcello Bofondi        |                               | Commissario prefettizio    |      |
| 1923            | 1924           | Francesco Meriano       |                               | Sindaco                    |      |
| 1924            | 1925           | Giuseppe Ricci          |                               | Sindaco                    |      |
| 1924            | 1927           | Tullo Busignani         |                               | Commissario straordinario  |      |
| 1927            | 1928           | Attilio Biagini         |                               | Podestà                    |      |
| 1928            | 1929           | Dario Ercolani          |                               | Commissario straordinario  |      |
| 1929            | 1932           | Luigi Rossi             |                               | Podestà                    |      |
| 1932            | 1934           | Pio Teodorani Fabbri    |                               | Podestà                    |      |
| 1934            | 1938           | Mario Bonicelli         |                               | Podestà                    |      |
| 1938            | 1941           | Arnaldo Cicognani       |                               | Podestà                    |      |
| 1941            | 1942           | Bruno Carli             |                               | Commissario prefettizio    |      |
| 1942            | 1944           | Ahasvero Carlotti       |                               | Commissario prefettizio    |      |
| 25 ottobre 1944 | 25 aprile 1946 | Sigfrido Sozzi          | Partito Comunista Italiano    | Sindaco                    | CLN  |

## Repubblica Italiana (dal 1946)
| Sindaci eletti dal Consiglio comunale (1946-1995)    | Sindaci eletti dal Consiglio comunale (1946-1995) | Sindaci eletti dal Consiglio comunale (1946-1995) | Sindaci eletti dal Consiglio comunale (1946-1995) | Sindaci eletti dal Consiglio comunale (1946-1995) | Sindaci eletti dal Consiglio comunale (1946-1995) | Sindaci eletti dal Consiglio comunale (1946-1995) | Sindaci eletti dal Consiglio comunale (1946-1995) | Sindaci eletti dal Consiglio comunale (1946-1995) |
| Nominativo                                           | Nominativo                                        | Partito                                           | Partito                                           | Partito                                           | Partito                                           | Mandato                                           | Mandato                                           | Elezione                                          |
| Nominativo                                           | Nominativo                                        | Partito                                           | Partito                                           | Partito                                           | Partito                                           | Inizio                                            | Fine                                              | Elezione                                          |
| ---------------------------------------------------- | ------------------------------------------------- | ------------------------------------------------- | ------------------------------------------------- | ------------------------------------------------- | ------------------------------------------------- | ------------------------------------------------- | ------------------------------------------------- | ------------------------------------------------- |
|                                                      | Sigfrido Sozzi                                    |                                                   | Partito Comunista Italiano                        | Partito Comunista Italiano                        | Partito Comunista Italiano                        | 26 aprile 1946                                    | 12 giugno 1948                                    | Elezione 1946                                     |
|                                                      | Dario Ercolani (Commissario prefettizio)          | –                                                 | –                                                 | –                                                 | –                                                 | 13 giugno 1948                                    | 23 ottobre 1948                                   | –                                                 |
|                                                      | Cino Macrelli                                     |                                                   | Partito Repubblicano Italiano                     | Partito Repubblicano Italiano                     | Partito Repubblicano Italiano                     | 23 ottobre 1948                                   | 31 ottobre 1949                                   | Elezione 1948                                     |
|                                                      | Corradino Fabbri                                  |                                                   | Partito Repubblicano Italiano                     | Partito Repubblicano Italiano                     | Partito Repubblicano Italiano                     | 7 novembre 1949                                   | 9 aprile 1951                                     | Elezione 1948                                     |
|                                                      | Corradino Fabbri (Commissario prefettizio)        | –                                                 | –                                                 | –                                                 | –                                                 | 11 aprile 1951                                    | 17 giugno 1951                                    | –                                                 |
|                                                      | Guerrino Tappi (Sub-commissario prefettizio)      | –                                                 | –                                                 | –                                                 | –                                                 | 25 aprile 1951                                    | 17 giugno 1951                                    | –                                                 |
|                                                      | Corradino Fabbri                                  |                                                   | Partito Repubblicano Italiano                     | Partito Repubblicano Italiano                     | Partito Repubblicano Italiano                     | 18 giugno 1951                                    | 30 luglio 1956                                    | Elezione 1951                                     |
|                                                      | Samuele Andreucci                                 |                                                   | Democrazia Cristiana                              | Democrazia Cristiana                              | Democrazia Cristiana                              | 30 luglio 1956                                    | 29 settembre 1956                                 | Elezione 1956                                     |
|                                                      | Antonio Manuzzi                                   |                                                   | Partito Repubblicano Italiano                     | Partito Repubblicano Italiano                     | Partito Repubblicano Italiano                     | 29 settembre 1956                                 | 1960                                              | Elezione 1956                                     |
| 1960                                                 | Antonio Manuzzi                                   | 1965                                              | Partito Repubblicano Italiano                     | Partito Repubblicano Italiano                     | Partito Repubblicano Italiano                     | Elezione 1960                                     |                                                   |                                                   |
| 1965                                                 | Antonio Manuzzi                                   | 20 agosto 1970                                    | Partito Repubblicano Italiano                     | Partito Repubblicano Italiano                     | Partito Repubblicano Italiano                     | Elezione 1965                                     |                                                   |                                                   |
|                                                      | Leopoldo Lucchi                                   |                                                   | Partito Comunista Italiano                        | Partito Comunista Italiano                        | Partito Comunista Italiano                        | 20 agosto 1970                                    | 1975                                              | Elezione 1970                                     |
| 1975                                                 | Leopoldo Lucchi                                   | 1980                                              | Partito Comunista Italiano                        | Partito Comunista Italiano                        | Partito Comunista Italiano                        | Elezione 1975                                     |                                                   |                                                   |
| 1980                                                 | Leopoldo Lucchi                                   | 1º ottobre 1985                                   | Partito Comunista Italiano                        | Partito Comunista Italiano                        | Partito Comunista Italiano                        | Elezione 1980                                     |                                                   |                                                   |
|                                                      | Archimede Casadei Lucchi                          |                                                   | Partito Comunista Italiano                        | Partito Comunista Italiano                        | Partito Comunista Italiano                        | 2 ottobre 1985                                    | 27 giugno 1986                                    | Elezione 1985                                     |
|                                                      | Piero Gallina                                     |                                                   | Partito Repubblicano Italiano                     | Partito Repubblicano Italiano                     | Partito Repubblicano Italiano                     | 27 giugno 1986                                    | 1990                                              | Elezione 1985                                     |
| 1990                                                 | Piero Gallina                                     | 23 giugno 1992                                    | Partito Repubblicano Italiano                     | Partito Repubblicano Italiano                     | Partito Repubblicano Italiano                     | Elezione 1990                                     |                                                   |                                                   |
|                                                      | Edoardo Preger                                    |                                                   | Partito Democratico della Sinistra                | Partito Democratico della Sinistra                | Partito Democratico della Sinistra                | Elezione 1990                                     | 6 luglio 1992                                     | 23 aprile 1995                                    |
| Sindaci eletti direttamente dai cittadini (dal 1995) |                                                   |                                                   |                                                   |                                                   |                                                   |                                                   |                                                   |                                                   |
| Nominativo                                           | Nominativo                                        | Partito                                           | Partito                                           | Coalizione                                        | Coalizione                                        | Mandato                                           | Mandato                                           | Elezione                                          |
| Nominativo                                           | Nominativo                                        | Partito                                           | Partito                                           | Coalizione                                        | Coalizione                                        | Inizio                                            | Fine                                              | Elezione                                          |
|                                                      | Edoardo Preger                                    |                                                   | Partito Democratico della Sinistra                |                                                   | PDS-PdD                                           | 25 aprile 1995                                    | 15 giugno 1999                                    | Elezione 1995                                     |
|                                                      | Giordano Conti                                    |                                                   | Democratici di Sinistra                           |                                                   | DS-PPI-PRI-SDI                                    | 15 giugno 1999                                    | 14 giugno 2004                                    | Elezione 1999                                     |
|                                                      | Giordano Conti                                    | DS-DL-PRC-PdCI                                    | Democratici di Sinistra                           | 14 giugno 2004                                    | 10 giugno 2009                                    | Elezione 2004                                     |                                                   |                                                   |
|                                                      | Paolo Lucchi                                      |                                                   | Partito Democratico                               |                                                   | PD-PdCI-SD-IdV                                    | 10 giugno 2009                                    | 27 maggio 2014                                    | Elezione 2009                                     |
|                                                      | Paolo Lucchi                                      | PD                                                | Partito Democratico                               | 27 maggio 2014                                    | 10 giugno 2019                                    | Elezione 2014                                     |                                                   |                                                   |
|                                                      | Enzo Lattuca                                      |                                                   | Partito Democratico                               |                                                   | PD-L. civiche                                     | 10 giugno 2019                                    | 2 luglio 2024                                     | Elezione 2019                                     |
|                                                      | Enzo Lattuca                                      | PD-M5S-AVS-Az-PRI-L. civiche                      | Partito Democratico                               | 2 luglio 2024                                     | in carica                                         | Elezione 2024                                     |                                                   |                                                   |